# Simpsonichthys inaequipinnatus
Simpsonichthys inaequipinnatus är en fiskart som beskrevs av Costa och Brasil 2008. Simpsonichthys inaequipinnatus ingår i släktet Simpsonichthys och familjen Rivulidae. Inga underarter finns listade i Catalogue of Life.